# Andrea Vieira
Andrea Chahad Guedes Vieira (ur. 5 lutego 1971 w São Paulo) – brazylijska tenisistka, reprezentantka w Fed Cup, olimpijka z Barcelony (1992).

## Kariera tenisowa
Występowała na światowych kortach w latach 80. i 90. XX wieku.
W 1992 roku zagrała na igrzyskach olimpijskich w Barcelonie. Z turnieju singlowego odpadła w 1 rundzie po porażce z Manuelą Maleewą, a w konkurencji gry podwójnej doszła do 2 rundy wspólnie z Cláudią Chabalgoity. Najpierw Brazylijki pokonały Szwedki Catarinę Lindqvist i Marię Lindström, a potem przegrały z Australijkami Rachel McQuillan i Nicole Bradtke.
W roku 1990 i 1992 reprezentowała Brazylię w Fed Cup. Bilans zawodniczki w turnieju wynosi 4 zwycięstwa i 3 porażki w singlu oraz 2 wygrane mecze przy 2 przegranych w deblu.